# Cyberiada (álbum)
Cyberiada es el primer disco en directo del grupo musical Aviador Dro editado en el año 1997 por el sello "Lollipop" bajo la referencia LOL CD 085.
Su grabación se realizó en la sala Pacha de Madrid el día 10-05-1994, aprovechando una actuación conmemorativa del decimoquinto aniversario de la banda, pero la quiebra de su discográfica en ese momento "La Fábrica Magnética", paralizó su lanzamiento y también la actividad del grupo durante cuatro años.

## Lista de canciones
| N.º | Título                             | Escritor(es)                      | Duración |  |
| 1.  | «Vivir para Morir»                 | Servando Carballar                | 5:40     |  |
| 2.  | «Néstor el Cyborg»                 | Servando Carballar                | 3:20     |  |
| 3.  | «La Televisión es Nutritiva»       | Servando Carballar                | 4:31     |  |
| 4.  | «Baila la Guerra»                  | Servando Carballar                | 5:35     |  |
| 5.  | «Programa en Espiral»              | Servando Carballar                | 7:11     |  |
| 6.  | «La Única Solución es la Venganza» | Servando Carballar, Marta Cervera | 4:07     |  |
| 7.  | «La Modelo»                        | Versión Kraftwerk                 | 4:24     |  |
| 8.  | «Vortex»                           | Servando Carballar                | 4:56     |  |
| 9.  | «Amor Industrial»                  | Servando Carballar                | 5:17     |  |
| 10. | «Selector de Frecuencias»          | Servando Carballar                | 6:43     |  |
| 11. | «Trance»                           | Servando Carballar                | 7:14     |  |
| 12. | «Nuclear Sí»                       | Servando Carballar                | 3:27     |  |
| 13. | «La Chica de Plexiglás»            | Servando Carballar                | 2:38     |  |